# Chris Flory
Christopher Glen „Chris“ Flory (* 13. November 1953 in Geneva (New York)) ist ein amerikanischer Gitarrist des Mainstream Jazz.

## Leben und Wirken
Flory stammt aus einer musikalischen Familie;das Gitarrenspiel brachte er sich (ausgenommen acht Monate, in denen er 1971 Unterricht hatte) autodidaktisch bei. Während seiner Schulzeit in Providence (Rhode Island) lernte er Scott Hamilton kennen. Nach dem Studium am Hobart College und ersten Auftritten mit Rhythm-&-Blues-Bands arbeitet er seit 1974 bis in die 1990er Jahre immer wieder mit Hamilton und dessen Combo zusammen. Er wirkte zudem bei Roy Eldridge, Hank Jones, Illinois Jacquet, Jo Jones und Buddy Tate. Anfang der 1980er Jahre war er Mitglied der Band von Benny Goodman. Seit Mitte der 1980er Jahre leitet er eigene Gruppen und veröffentlichte Alben unter eigenem Namen; daneben ist er auf zahlreichen Einspielungen von Hamilton vertreten. Seit 1999 spielte er in der Bigband von Loren Schoenberg. Weiterhin arbeitete er mit Ruby Braff, Rosemary Clooney, Bob Wilber, Flip Phillips, Maxine Sullivan, Buck Clayton, Duke Robillard und Ben Paterson. Mit Judy Carmichael war er auf Chinatournee.

## Diskographische Hinweise
- For All We Know (Concord Records 1988)
- City Life  (Concord 1993)
- Word on the Street (Double Time 1996)
- Blues in My Heart (Stony Plain 2003)
- For You (Arbors 2007)

## Lexigraphische Einträge
- Leonard Feather, Ira Gitler: The Biographical Encyclopedia of Jazz. Oxford University Press, New York 1999, ISBN 0-19-532000-X.
- Martin Kunzler: Jazz-Lexikon. Band 1: A–L (= rororo-Sachbuch. Bd. 16512). 2. Auflage. Rowohlt, Reinbek bei Hamburg 2004, ISBN 3-499-16512-0.